# Ирманов, Владимир Александрович
Влади́мир Алекса́ндрович Ирманов (до 1915 года Ирман; 18 октября 1852 — 27 апреля 1931, Нови-Сад, Югославия) — русский военачальник, генерал от артиллерии (06.12.1914), герой русско-японской войны и Первой мировой войны.

## Биография
Православный. Из дворян Киевской губернии.
Окончил Московскую военную гимназию (1868) и 3-е Александровское военное училище (1870), откуда был выпущен подпрапорщиком в 134-й пехотный Феодосийский полк. Через два года перевелся в 34-ю артиллерийскую бригаду чином подпоручика. В 1873 году был произведен в поручики.
Принимал участие в русско-турецкой войне 1877—1878 годов, в ходе которой получает чин капитана, а в 1893 году после обучения в Офицерской артиллерийской школе стрельбы производится в подполковники.
В 1900 году Владимир Ирман принимает участие в подавлении Ихэтуаньского восстания командуя 1-м дивизионом 2-й гренадерской артиллерийской бригады. За отличия в боях производят в чин полковника.

### Русско-японская война
6 июля 1901 года Ирман был назначен командиром отдельного Забайкальского артиллерийского дивизиона. 18 февраля 1904 года назначен командиром 4-й Восточно-Сибирской артиллерийской бригады, с которой и принимал участие в русско-японской войне. Принимал участие в боях у Циньчжоу, на Зелёных и Волчьих горах. Во многом именно действия артиллерии Ирмана, часто сражавшейся даже без пехотного прикрытия, не позволили японцам взять крепость с ходу. Часто Ирман действует без ведома, а то и вопреки своему начальнику дивизии А. В. Фоку, вступая с ним в конфликты. В июле 1904 года за отличие в боях Ирмана производят в генерал-майоры.
После начала обороны Порт-Артура стал начальником артиллерии Западного фронта. Неоднократно отличался в боях. В бою за Угловую гору Ирман верхом на коне возглавил контратаку русских войск на занятые японцами позиции. Под ним была убита лошадь, сам он был легко ранен, но атака удалась, что позволило генералу Кондратенко укрепить новую линию обороны. Представление за этот бой к ордену Святого Георгия 4-й степени было отвергнуто ввиду докладной записки генерала Фока с обвинением «в напрасном истреблении людей для достижения неважной цели».
При обороне горы Высокой 9 сентября 1904 года по приказу Ирмана была проведена успешная десантная вылазка артиллерийского взвода за линию фронта, в результате которой японцы, понеся серьёзные потери, оставили захваченные окопы.
7 октября 1904 года был ранен пулей в ногу навылет, но остался в строю.
На военном совете 16 декабря самым категоричным образом высказывался за продолжение обороны крепости, закончив выступление словами:
Надо обороняться до послед. человека; пусть у нас теперь 8 тысяч, будет 4 тысячи, 2 тысячи, наконец, 500 штыков, все же продолжать оборону. Если не станет патронов — штыками, до последнего дома в городе.

Из иллюстрированного журнала «Искры» от 9 ноября 1914 г.№ 44:

В боях за Вислой особенно отличился генерал Ирман, показавший чудеса храбрости. Владимир Александрович Ирман, участник войны с Турцией и герой Порт-Артура, родился в 1852 году, воспитывался в Москве в военной гимназии и Александровском училище. Будучи начальником западного фронта сухопутной обороны Порт-Артура, ген. Ирман под убийственным орудийным и ружейным огнём, верхом на коне, во главе войск бросился в контратаку на занятую японцами нашу траншею. В 30 шагах от японцев под ним была убита лошадь. Контратака удалась. Наступление японцев было надолго задержано. 7-го окт., обходя позиции и открыто идя вдоль окопа, ген. Ирман был ранен пулей в ногу навылет, но остался в строю до конца. 16-го окт. на военном совете ген. Ирман самым решительным образом высказался за дальнейшую оборону крепости, не допуская и мысли о сдаче: «Надо обороняться до последнего человека, до последнего дома в городе». Когда стало известно о сдаче П.-А., ген. Ирман просил у ген. Стесселя разрешения пробраться в маньчжурскую армию, но получил отказ. Тогда, чтобы разделить участь нижних чинов, ген. Ирман пошел в плен. В Нагасаках ген. Ирман сделал попытку бежать, но был задержан. Только как известный японцам своей выдающейся храбростью, ген. Ирман не был предан суду за побег..

### 1905—1912

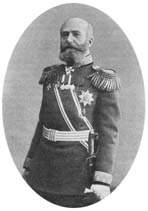
Портрет до 1906 года.

После капитуляции Порт-Артура просил разрешения у генерала Стесселя пробираться через оккупированный японцами Китай в расположение Маньчжурской армии, но получил отказ. Не воспользовался правом офицеров не идти в японский плен и разделил его вместе с низшими чинами. Находясь в плену в Нагасаки совершил попытку побега, но был пойман. Японцы, зная о выдающейся храбрости генерала, не стали предавать его суду.
После окончания русско-японской войны в 1906 году стал комендантом Владивостокской крепости. Для Российской империи подобное назначение на должность, приравненную к командиру отдельного корпуса, человека без академического образования, недолгое время в чине полковника командовавшего артиллерийской бригадой было событием экстраординарным, поэтому до 1908 года и производства в генерал-лейтенанты Ирман лишь исполнял должность. По свидетельству самого Ирмана, крепость находилась в тяжёлом положении после увеличения постоянного гарнизона. Войска часто размещались в землянках и бараках, жилищное положение офицеров часто не отличалось от положения нижних чинов.
В подчинении у Ирмана оказались многие из его соратников по обороне Порт-Артура: генерал-лейтенант В. Ф. Белый, генерал-майор И. А. Тохателов, полковник Р. Ф. Зейц, генерал-лейтенант Н. А. Третьяков и другие. Боевая подготовка гарнизона проводилась с учётом опыта прошедшей войны. Велось активное строительство новых укреплений, казарм, дорог, полигонов. По предложению Ирмана полуостров Испания на побережье был переименован в полуостров генерал-лейтенанта Кондратенко.
16 октября 1907 года во Владивостокском крепостном минном батальоне началось восстание, вызванное крайним изнеможением инженерных войск гарнизона. Сапёры и минёры жили в неотапливаемых помещениях, ходили в изношенном обмундировании, недоедали. Владимир Ирман, узнав о готовящемся выступлении, заблаговременно выслал стрелковые части, которыми восстание было быстро подавлено. После выступления на миноносцах Сибирской флотилии поднял по тревоге и выслал на побережье полевую артиллерию, и привёл в готовность крепостную, однако флотское командование подавило выступление своими силами. После подавления восстаний Ирман реорганизовал инженерную службу в крепости, добился отставки начальника инженеров крепости. Владивостокская организация РСДРП выпустила листовку:

…Жизнь и свобода граждан Владивостока крепко зажата в руках ирманов, руках, забрызганных кровью павших борцов…

В 1910 году Ирман стал командиром 4-го Сибирского армейского корпуса, в который вошли стрелковые части Владивостокского гарнизона. Тогда же в крепости развернулось строительство новых долговременных оборонительных сооружений, строившихся с учётом новейших достижений фортификации. Возглавлял специальную комиссию по усилению Владивостокской крепости сам комендант. По завершении строительства Ирман писал:

Боевая готовность крепости за это время, благодаря дружной по долгу присяги, работе всех чинов гарнизона крепости возросла настолько, что я уверен, что нет такого врага, который мог бы сломить нашу твердыню Владивосток — оплот России на Дальнем Востоке, особенно когда её будут защищать такие доблестные боевые войска, какие составляют её гарнизон

### Первая мировая война

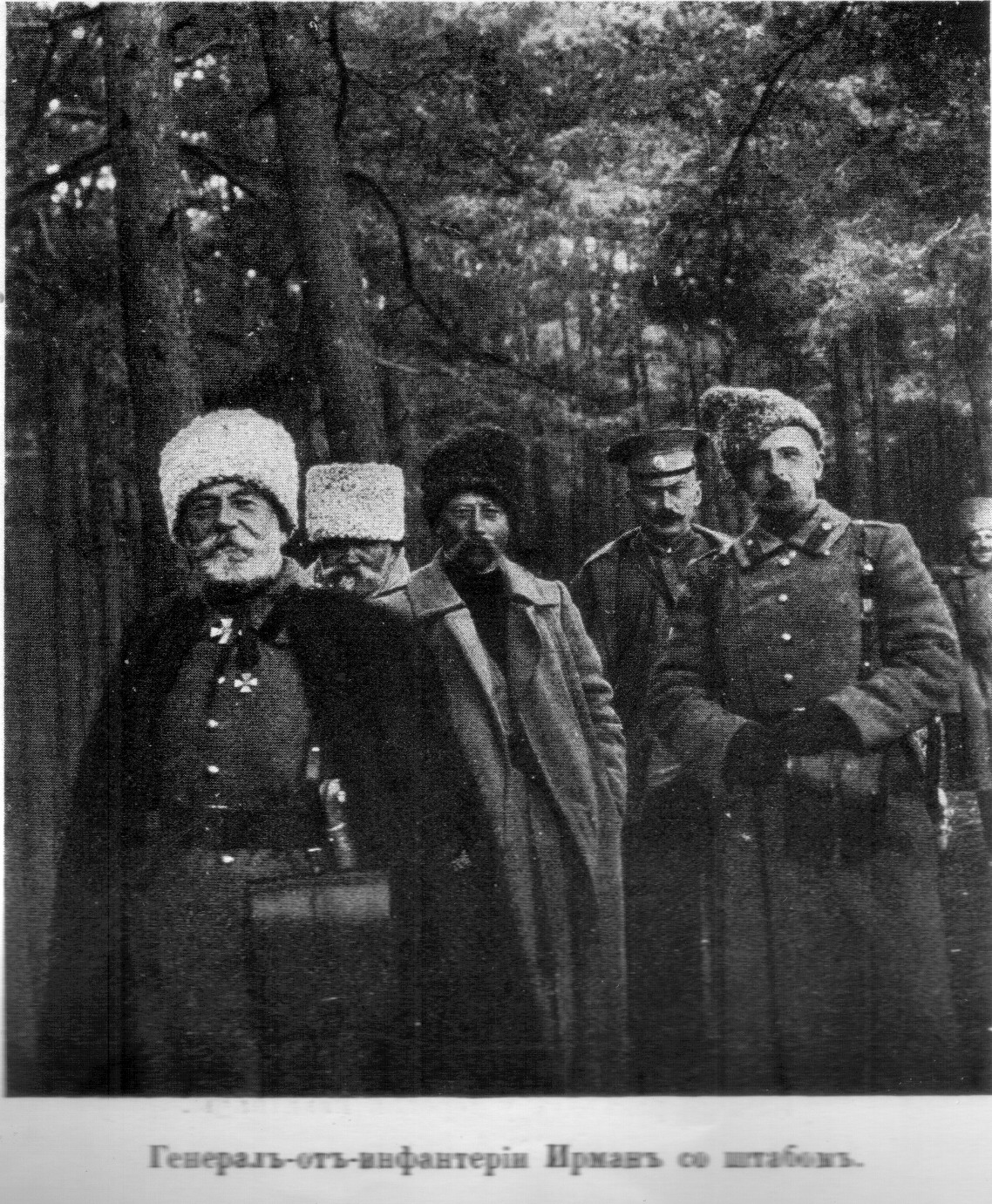
Генерал Ирман во время Первой мировой.

11 мая 1912 года Владимир Ирман после просьб к командованию о более спокойном месте службы стал командиром 3-го Кавказского армейского корпуса, с которым принимал участие в Первой мировой войне. Корпус под руководством Ирмана принимал участие во многих операциях Юго-Западного фронта.
В октябре 1914 года во время отступления русских войск (Варшавско-Ивангородская операция) возникла угроза для вновь воссозданной крепости в Ивангороде (ныне Демблин), комендантом которой был участник обороны Порт-Артура А. В. фон-Шварц. Он попросил старого сослуживца Ирмана оказать крепости помощь. 3-й Кавказский армейский корпус находился в то время на марше и не имел задачи оборонять Ивангород, однако, оценив ситуацию под крепостью, Ирман, не дожидаясь приказов, остановил корпус и занял оборону на наиболее опасном участке под местечком Козеницы. Одной из дивизий корпуса командовал ещё один порт-артурец генерал-лейтенант С. С. Мехмандаров. Начальник местного губернского жандармского управления генерал-майор Микеладзе (также участвовавший в обороне Порт-Артура), узнав о том, что в Ивангороде собралась такая компания старых сослуживцев, оставил своих подчиненных эвакуироваться, а сам стал начальником штаба крепости. Под Ивангородом немцы были не только остановлены, но и в дальнейшем отброшены назад.
Решения Ирманова стали важным залогом успеха русских войск в этой стратегической операции.
За операцию под Козенице 6 декабря 1914 года Владимир Ирман получил чин генерала от артиллерии, а вскоре сменил немецкую фамилию на русскую Ирманов.
В мае 1915 года корпусу Ирманова предстояло сорвать наступательную операцию немецких войск в Карпатах (Горлицкий прорыв), однако в условиях полнейшего отсутствия снарядов русская артиллерия ничего не могла противопоставить немецкой. Корпус неоднократно вступал в штыковые атаки, в которых принимал участие и сам Ирманов, но был вынужден отступать. Под угрозой окружения оказалось ещё два армейских корпуса, и Ирманов, как наиболее опытный генерал, возглавил отступление русских частей. Тогда же он познакомился с кавалерийским офицером А. Г. Шкуро и назначил его командиром партизанского отряда при корпусе.
В 1916 году корпус Ирманова участвовал в Брусиловском наступлении.
3-й Кавказский армейский корпус под командованием В. А. Ирманова был известен даже среди противника. В секретном справочнике для войсковых штабов в январе 1917 года австро-венгерское командование особо отметило высокий боевой дух 3-го Кавказского армейского корпуса.
6 июня 1917 года Владимир Ирманов был переведён в резерв Кавказского военного округа.

### Белое движение

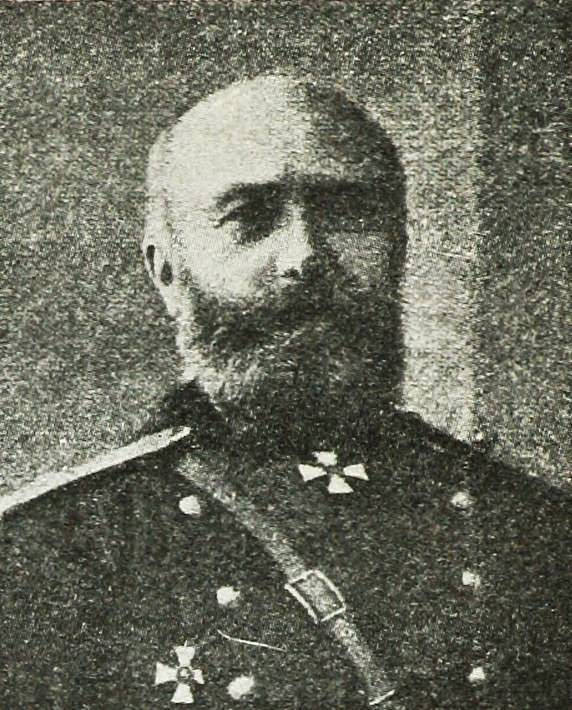
Генерал-лейтенант В. А. Ирман
(фото из «Военной энциклопедии»)

После Октябрьской революции находившийся на Кавказе Владимир Ирманов присоединился к Белому движению.
В 1918 году в возрасте 66 лет Ирманов вступает в ряды Добровольческой армии, где командовал 1-й бригадой 1-й Кавказской казачьей дивизии в составе корпуса генерала А. Г. Шкуро. Приказом Главнокомандующего Вооружёнными Силами Юга России А. И. Деникина Ирманов был переименован из генералов от артиллерии в генералы от кавалерии и зачислен в Кубанское казачье войско.
Владимир Ирманов во время отсутствия А. Г. Шкуро исполнял обязанности командира 3-го Кубанского корпуса, он руководил им в разгар решающих боёв в ходе наступления на Москву. Он участвовал в сражении 19 октября 1919 года, когда на небольшом участке фронта столкнулось 15 тысяч кавалеристов. Однако будённовские войска опрокинули фланг корпуса и Ирманов временно потерял управление войсками и потерпел поражение.
Вместе с корпусом он отступал от Воронежа до Новороссийска и Крыма. С 1 февраля 1920 года был переведён в резерв при штабе командующего. В ноябре 1920 года покинул Россию.
Очевидцы впоследствии с возмущением писали, что молодые генералы белой армии, многим из которых не было и тридцати лет, занимали отдельные каюты, «…а наряду с этим, генерал Ирманов, гордость военной истории, скромно прижавшись в углу палубы под буркой со своей семьей, под открытым небом ёжился от 12 градусного мороза бок о бок с нами, страждущим офицерством…»
Вместе с казаками Владимир Ирманов перенёс «галлиполийское сидение» и вместе с ними же перебрался в Югославию, в Нови-Сад, где поселился как частное лицо.

### Эмиграция
В эмиграции, несмотря на преклонный возраст, Владимир Ирманов не оставался в стороне от политики: он возглавил Новосадский отдел Союза монархистов-легитимистов, руководил изданием газеты «Вера и Верность». В 1924 году по повелению Кирилла Владимировича возглавил и Корпус офицеров Императорских российских армии и флота.
Умер 27 сентября 1931 года от апоплексического удара, был похоронен на русском участке местного кладбища. Семья Ирманова покинула Нови-Сад в 1944 году перед вступлением в город частей Красной Армии. Могила Владимира Александровича Ирманова не сохранилась.

## Награды
- Орден Святого Станислава 3-й степени (1874);
- Орден Святой Анны 3-й степени (1880);
- Орден Святого Станислава 2-й степени (1888);
- Орден Святого Владимира 4-й степени (1899);
- Золотое оружие с надписью «За храбрость» (ВП 21.12.1901);
- Орден Святой Анны 2-й степени с мечами (1903);
- Орден Святого Георгия 4-й степени (ВП 30.09.1904);
- Орден Святого Владимира 3-й степени с мечами (ВП 22.10.1904);
- Орден Святого Георгия 3-й степени (ВП 04.01.1905);
- Орден Святого Станислава 1-й степени с мечами (ВП 22.03.1905);
- Орден Святой Анны 1-й степени (06.12.1911);
- Орден Святого Владимира 2-й степени (06.12.1913);
- Мечи к ордену Святого Владимира 2-й степени (ВП 06.12.1914);
- Георгиевское оружие с надписью "За храбрость", украшенное бриллиантами (ВП 04.11.1914);
- Орден Белого Орла с мечами (ВП 18.03.1915);
- Орден Святого Александра Невского (ВП 29.04.1915);
- Бриллиантовые знаки к ордену Святого Александра Невского (ВП 17.11.1915);
- Мечи к ордену Святой Анны 1-й степени (ВП 04.10.1916).